# Nino Sandow
Nino Sandow (* 1961 in Ost-Berlin) ist ein deutscher Opernsänger, Schauspieler und Regisseur.

## Leben
Nino Sandow wurde 1961 in Ost-Berlin geboren. Dort und im Norden der DDR wuchs er auf. Er studierte von 1982 bis 1988 Operngesang an der Hochschule für Musik „Hanns Eisler“ Berlin und absolvierte von 1985 bis 1986 ein Grundlagenstudium an der Hochschule für Schauspielkunst „Ernst Busch“ Berlin. Nach dem Operngesang-Diplom hatte er Engagements als Solist am Opernstudio der Komischen Oper Berlin und am Hans Otto Theater Potsdam. Anschließend studierte er von 1990 bis 1993 Regie des Musiktheaters an der Hochschule für Musik „Hanns Eisler“ in Berlin. 1992–98 war er als Schauspieler Mitglied des Berliner Ensembles; 1993 erhielt er ein Engagement als Regisseur an der Werkstatt des Berliner Schillertheaters. 1996 erfolgte die freiwillige Übernahme des Theaters der Brotfabrik (Berlin) bis 1997.
Seit 1998 ist Sandow freischaffend tätig mit zahlreichen Gesang- und Schauspielengagements, Soloprogrammen, auf verschiedenen Bühnen und bei Film- und Fernsehproduktionen, sowie als Regisseur mit Inszenierungen, unter anderem am Berliner Ensemble, Deutsches Theater Berlin, Volksbühne, Maxim-Gorki-Theater, Saalbau Neukölln, Hamburger Schauspielhaus, Bad Hersfelder Festspiele, Theater an der Wien, Theater Hannover, und Puppentheater Magdeburg. Er hatte Gastspiele in Europa und Amerika. Künstlerisch arbeitete er unter anderem zusammen mit Fritz Marquardt, Peter Zadek, Carlos Medina, Armin Petras, Josef Szeiler, Torsten Fischer, Herbert Rolong, Henry Hübchen, Stephan Suschke, Helke Misselwitz, Vivian Naefe, Heiner Carow, Karl Huck, Nina Grosse, Oskar Roehler, Gabriele Jacobi, Norbert Skrovanek, Peter Brasch, Max Goldt, Corinna Harfouch und der Performancegruppe Brown.
Außerdem veröffentlichte er verschiedene CD-Aufnahmen: Alzheimer Chaussee (mit der Gruppe Daniloff), Brecht Majakowski Hans Albers, Winterreise und Musik wird niemals langsam (mit Michael Dubach, Max Goldt und anderen).
Darüber hinaus unterrichtete und inszenierte er als Lehrbeauftragter an der Freien Universität Berlin und an der Hochschule für Film und Fernsehen Potsdam (HFF) „Konrad Wolf“. Von 2006 bis Anfang der 2020er Jahre hatte er eine stete Professur an der Hochschule für Musik „Hanns Eisler“ Berlin.
2010 stand er für den Film Otto’s Eleven als „Schwarzer Peter“ vor der Kamera.

## Filmografie (Auswahl)
- 1992: Herzsprung
- 1995: Zaubergirl
- 1998: So ein Zirkus (Fernsehserie)
- 1998: Wolffs Revier (Fernsehserie)
- 1999: SK Kölsch (Fernsehserie)
- 1999: Tatort – Kriegsspuren (Fernsehreihe)
- 2000: Die Wache (Fernsehserie)
- 2001: Stubbe – Von Fall zu Fall (Fernsehserie)
- 2002: Julia – Eine ungewöhnliche Frau (Fernsehserie)
- 2002: Klinik unter Palmen (Fernsehserie)
- 2002: St. Angela (Fernsehserie)
- 2005: Im Schwitzkasten
- 2005: Kanzleramt (Fernsehserie)
- 2005: Mein Leben & Ich (Fernsehserie)
- 2008: Die Zeit, die man Leben nennt
- 2008: Um Himmels Willen (Fernsehserie)
- 2010: Otto’s Eleven
- 2010–2011: Die Pfefferkörner (Fernsehserie)